# Kentum–szatem izoglossza
A kentum–szatem izoglossza az indoeurópai nyelvcsalád ágainak – mára már elavultnak tekintett – nyelvtörténeti-hangtani felosztása, miszerint az alapnyelv először két dialektusra bomlott, melyek közül az egyik  megőrizte a hátul képzett mássalhangzók /*k, *kʷ; *g, *gʰ *gʷ, *gʷʰ/ – de főként a palatalizált k hang – képzési jellegét (kentum nyelvek, a latin CENTUM [kʲentum] ’100’ szó eredeti kiejtése alapján), míg a másikban további palatalizáció folytán előretolódott a képzési helyük és új, elöl képzett – dentális vagy palatális – mássalhangzók /s, c, t͡ʃ, z, ʒ/ keletkeztek belőlük (szatem nyelvek, az iráni avesztai nyelv SZATEM [satəm] ’100’ szava alapján). Az indoeurópai nyelveknek ezt a felosztását közérthetőbben nevezték nyugati, illetve keleti ágnak is (bár ez utóbbi általánosítás nem túl pontos, ugyanis például a kihalt hettita és tokhár nyelveket földrajzilag keleten beszélték, hangtanilag mégis a kentum csoportba tartoztak).

## A kentum és szatem nyelvek elterjedése

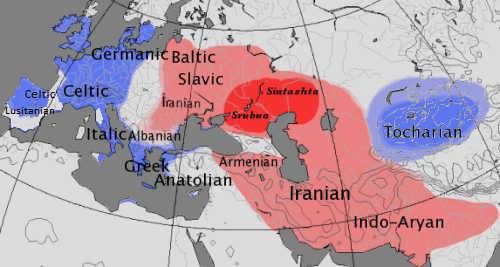
A kentum–szatem nyelvek elterjedése az ókorban

A kentum – vagy precízebb, újkeletű megnevezéssel nem-szatem nyelvek – kezdeti állapotukban az indoeurópai palatalizált k- és g-sort megőrizték. Idesorolják
- az italikus nyelveket (a latin és újlatin nyelvekkel együtt),
- a germán nyelveket,
- a kelta nyelveket, valamint
- a görög nyelvet,
- a hettita nyelvet (†) és
- a tokhár nyelvet (†).

A szatem nyelvek az indoeurópai eredetű palatalizált k-t tovább palatalizálták, és elöl képzett hangok keletkeztek. Idetartoznak
- a balti és a szláv nyelvek,
- az indoiráni nyelvek,
- az örmény nyelv, valamint
- az albán nyelv, bár ebben a kentum és a szatem vonások keverednek.

## A kentum–szatem felosztás kérdései
A kentum–szatem felosztás kiindulási alapját nem a mai nyelvállapotok képezték (mivel a későbbi nyelvjárási tagolódás során más változások is végbementek), hanem az indoeurópai alapnyelv régebben feltételezett, keleti és nyugati nyelvjárásokra bomlásakor kialakult kettősség. Így például az újlatin nyelveket azért sorolták a kentum nyelvek közé, mert az itáliai ág ebben az irányban vált el az alapnyelvtől, így a latin is ebbe tartozott, amelynek közvetlen folytatásai; a besorolás szempontjából tehát nem lényeges, hogy egy későbbi változás eredményeképpen a k és a g palatális magánhangzók előtt elöl képzett hangokká (cs, dzs, sz, zs) váltak.
Számos kihalt indoeurópai nyelv esetében ezt a besorolást szintén nehéz volt megállapítani, ugyanis sok esetben a kentum és szatem vonások egyaránt jelen vannak. Az élő nyelvek közül görög és az albán nyelv is ilyen átmenetnek tekinthető, de a görögöt a palatális /kʲ/ megőrzése miatt a kentum ághoz, míg az albánt inkább a szatem nyelvekhez sorolták. Egzakt módon tehát azt lehet mondani, hogy ezen elmélet szerint minden indoeurópai nyelv kentum, amelyik nem szatem.
Például az indoeurópai */kʷetwores/ ’négy’ szó megfelelői a latin quattuor, olasz quattro, spanyol cuatro, francia quatre (csak k-val ejtve), ír cethair (k-val ejtve, de mára már palatalizálódik), albán katër, viszont görög tettara, orosz четыре (csetire), szanszkrit csatur, perzsa csahar stb.

## Hangmegfelelések a kentum és a szatem nyelvekben
Az alábbi táblázatban megadtuk néhány kentum, illetve szatem nyelvben az indoeurópai alapnyelv (PIE) két veláris sorának hangmegfeleléseit (szókezdő helyzetben). A táblázatban dőlt betűvel (a latin ábécét használó nyelvek esetén) az íráskép, ferde vonalak között pedig a nemzetközi fonetikai ábécé (IPA) szerinti /hangérték/ szerepel. (Ahol hangérték nincs külön megadva, ott egybeesik az írásképpel. Nem latin betűs nyelveknél csak a hangérték van feltüntetve. A ∅ nem ejtett „hangot” jelöl.)
| PIE  | KENTUM nyelvek         | KENTUM nyelvek | KENTUM nyelvek | KENTUM nyelvek       | KENTUM nyelvek | KENTUM nyelvek | SZATEM nyelvek | SZATEM nyelvek | SZATEM nyelvek | SZATEM nyelvek | SZATEM nyelvek | SZATEM nyelvek |
| PIE  | görög                  | latin          | olasz          | spanyol              | ír             | angol          | szanszkrit     | aveszta        | ószláv         | litván         | örmény         | albán          |
| ---- | ---------------------- | -------------- | -------------- | -------------------- | -------------- | -------------- | -------------- | -------------- | -------------- | -------------- | -------------- | -------------- |
| *k   | /k/                    | c /k~kʲ/       | c /k, t͡ʃ/      | c /k, θ~s/           | c /k/          | h              | /ś/            | /s/            | /k/            | s              | /kʰ, g/        | k, q /c/       |
| *ḱ   | /k/                    | c /k~kʲ/       | c /k, t͡ʃ/      | c /k, θ~s/           | c /k/          | h              | /k, c/         | /x, t͡ʃ/        | /s/            | š              | /s/            | th /θ/, c /t͡s/ |
| *kʷ  | /p, t, k/              | qu /kw/        | qu, ch /kw, k/ | cu, qu, c /kw, k/    | c /k/          | wh (< hw)      | /k, c/         | /k, t͡ʃ/        | /k, t͡ʃ, c/     | k              | /kʰ, h, g/     | s, k, q /c/    |
| *g   | /g/                    | g              | g /g, d͡ʒ/      | g, y, h /g, x, ʝ, ∅/ | g              | k              | /g, j/         | /g, z/         | /g/            | g              | /k/            | g              |
| *ǵ   | /g/                    | g              | g /g, d͡ʒ/      | g, y, h /g, x, ʝ, ∅/ | g              | k              | /j/            | /z/            | /z/            | ž              | /c, t/         | dh /ð/, d      |
| *gʰ  | /kʰ > x/               | h              | (h) ∅          | h /∅/                | g              | g              | /g, h/         | /g, z/         | /g/            | g              | /z(j)/         | g              |
| *ǵʰ  | /kʰ > x/               | h              | (h) ∅          | h /∅/                | g              | g              | /h/            | /z/            | /z/            | ž              | /j/            | dh /ð/, d      |
| *gʷ  | /b, d, g/              | v /w/, gu      | v, gu          | v /b~β/, gu          | b              | k              | /g, j/         | /g, d͡ʒ/        | /g, ʒ, z/      | g              | /k/            | g, z           |
| *gʷʰ | /pʰ, tʰ, kʰ > f, θ, x/ | f              | f              | h /h > ∅/            | g              | w              | /gʰ, h/        | /g, d͡ʒ/        | /g, ʒ, z/      | g              | /g, d͡ʒ/        | g, z           |

Néhány konkrét példa a ḱ és kʷ hangok folytatásaira élő nyelvekből az alábbi táblázatban látható.
| PIE        | KENTUM nyelvek | KENTUM nyelvek | KENTUM nyelvek     | KENTUM nyelvek | SZATEM nyelvek   | SZATEM nyelvek | SZATEM nyelvek   | Jelentés |
| PIE        | latin          | spanyol        | görög              | angol          | orosz            | litván         | oszét            | Jelentés |
| ---------- | -------------- | -------------- | ------------------ | -------------- | ---------------- | -------------- | ---------------- | -------- |
| *ḱr̥d-      | cor            | corazón        | καρδιά (kardiá)    | heart          | cердце (szerdce) | širdis         | зӕрдӕ (zərdə)    | ’szív’   |
| *kʷetwores | quattuor       | cuatro         | τέσσερα (tésszera) | four           | четыре (csetire) | keturi         | цыппар (cyippar) | ’négy’   |